# Sicut Judaeis
Die Bulle Sicut Judaeis wurde um 1120 von Papst Calixt II. erlassen. Die Bezeichnung leitet sich ab von ihrem lateinischen Incipit: „Wie den Juden in ihren Gemeinden keinerlei Freiheit über das gesetzlich erlaubte Maß hinaus gewährt werden darf, so sollen sie doch in ihren Rechten keine Kränkung zu erdulden haben“.
Die Bulle über die Behandlung der Juden, die gelegentlich auch als „Schutzbulle der Juden“ bezeichnet wird, geht auf Grundsätze zurück, die bereits Gregor der Große (590–604) ausformuliert hatte. Auch das Incipit von Sicut Judaeis stammt aus einem Brief Papst Gregors.
Sicut Judaeis wurde nach der ersten Herausgabe später von vielen Nachfolgern im Papstamt bestätigt, unter anderem um 1145 von Eugen III., um 1165 von Alexander III. und um 1199 von Innozenz III. (Licet perfidia Iudeorum). Auf der Grundlage der Bulle entwickelte sich die Constitutio pro Judaeis. Die päpstlichen Bullen Sicut Judaeis wie die Konstitution sollten den Juden ein friedliches Leben in einer christlichen Gesellschaft ermöglichen. Sie verboten unter Androhung der Exkommunikation, Juden zwangsweise zu taufen, ihnen Schaden zuzufügen, ihre Besitztümer, sei es nun Geld oder Geldes wert, an sich zu bringen, ihre Feste oder die Totenruhe auf ihren Friedhöfen zu stören.